# Maxim Tiron
Maxim Tiron a fost un politician moldovean, ales în Sfatul Țării. 

## Sfatul Țării
Maxim Tiron, de naționalitate moldovean, a fost ales în Sfatul Țării de Comitetul executiv al funcționarilor telegrafo-poștali.

## Galerie

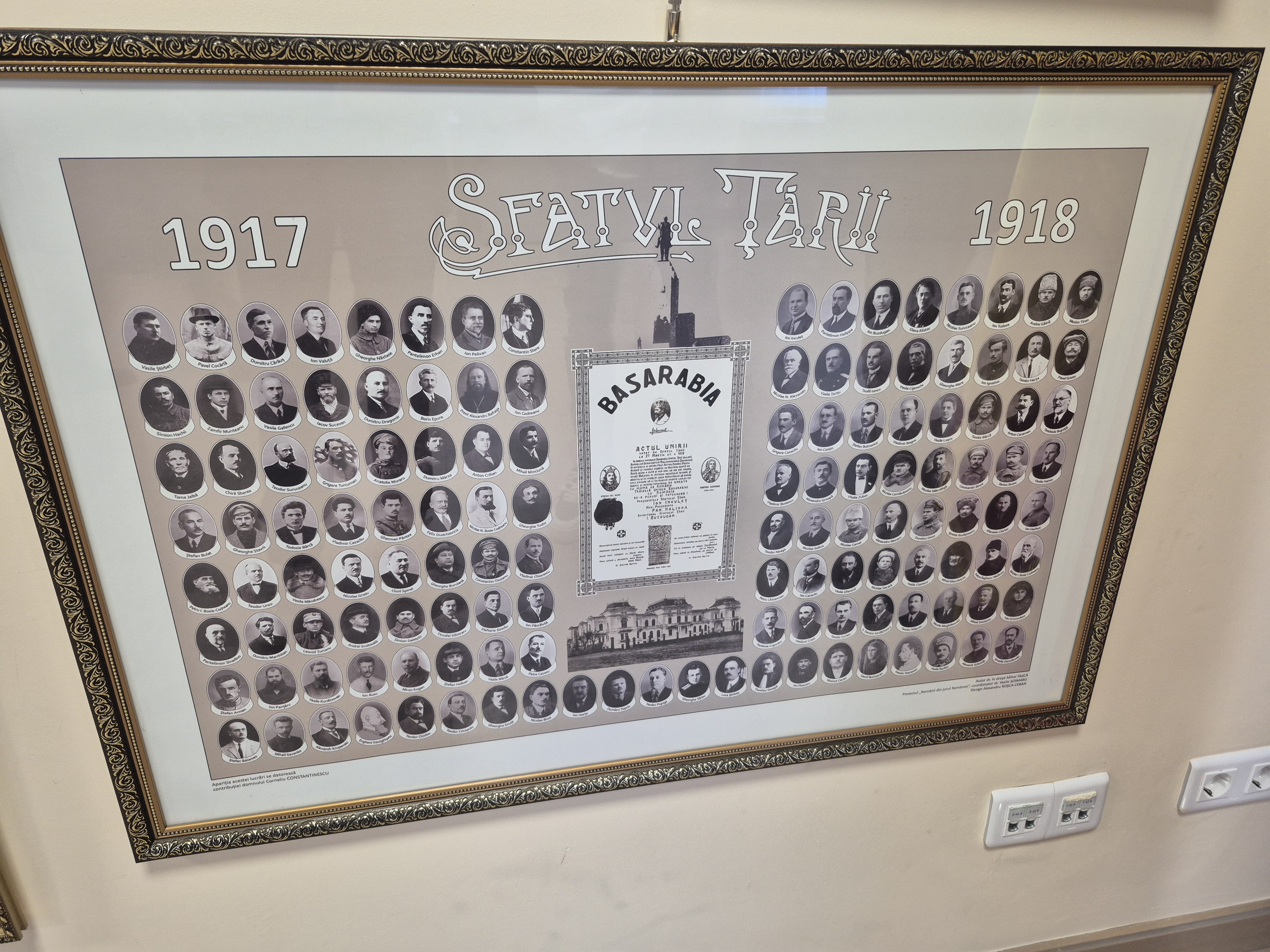